# Sonates pour clavier accompagné de Boccherini
Les sonates pour clavier accompagné de Luigi Boccherini sont un ensemble de six pièces pour clavecin ou piano-forte avec accompagnement obligé de violon. Écrites en 1768 durant son séjour à Paris, elles sont dédiées à Anne Louise Brillon de Jouy, brillante claveciniste de l'époque. Elles ont été révisées en 1798 pour le piano-forte et portent le numéro d'opus 5 dans le catalogue du compositeur.

## Les 6 sonates opus 5 (G.25-30)

### Présentation de l’œuvre
Ces six sonates pour clavier accompagné (G.25-30) constituent l’œuvre la plus importante composée par Boccherini en terre française. Sans aucun doute sa meilleure contribution à l'évolution de la sonate clavecinistique de l'époque. L'écriture y est essentiellement pianistique, comme l'atteste l'utilisation abondante de procédés dynamiques. La partie de violon, moins privilégiée, ne se limite pourtant pas à l'accompagnement et joue un rôle essentiel dans l'exposition des thèmes. 
Toutes sont en trois mouvements sauf la troisième et la sixième en deux, avec respectivement un Moderato en première position et un Rondo comme finale pour la dernière. La tonalité majeure est prépondérante dans cinq d'entre elles excepté pour la  sonate no 5 en sol mineur qui, selon L.della Croce, est la preuve d'une participation explicite de Boccherini au mouvement du Sturm und Drang alors naissant.
Le pathétisme, souligné par de fréquentes indications comme Dolce et Soave, culmine dans le Largo en do mineur de la sonate no 2 en do majeur (G.26) et surtout dans l' Andantino-Lento de la sonate no 5 en sol mineur (G.29), page suggestive au seuil du romantisme, entre Haydn et Beethoven. 
L'Andante à 2/4 de la sonate no 4 en ré majeur (G.28) est constitué d'un thème repris plus tard par Boccherini dans le quintette à cordes opus 10 no 1 de 1771 (G.265) alors que dans le mouvement suivant, un Allegro assai con brio à 4/4, c'est le mouvement entier qui est réutilisé dans l' Allegro de sa symphonie en ré mineur La casa del Diavolo opus 12 no 4 (G.506) de la même année. 
Quant au Moderato de la sonate no 3 en si bémol majeur (G.27), son second thème est pratiquement le même que celui qui figure dans le dernier mouvement de la première symphonie de Beethoven.
Enfin, on peut rapprocher le thème rythmique de l' Allegro maestoso de la sonate no 6 en mi bémol majeur de celui d'une marche comme celle que l'on trouve dans les symphonies espagnoles. Ce mouvement est réutilisé également dans le trio à cordes opus 6 no 2 de 1769.
Les six sonates opus 5 ont été publiées à Paris par Vénier en février 1769 comme : Sei sonate di cembalo e violino obbligato dedicate, a Madama Brillion de Jouy, da Luigi Boccherini di Lucca gravée par Mme la Vve Leclair, Opera Va. D'autre part, il est indiqué sur le frontispice de la partition que : Plusieurs de ces pièces peuvent s'exécuter sur la harpe sans que Boccherini ne l'ait expressément mentionné . Les sonates opus 5 sont Opera Grande dans le catalogue autographe de Boccherini.

### Structure
- Sonate no 1 en si bémol majeur opus 5 (G.25)

1. Allegro con moto, 4/4, si bémol majeur
2. Grave, 2/2, mi bémol majeur
3. Presto assai, 2/4, si bémol majeur

Sa durée d'exécution est d'environ 12 minutes.
- Sonate no 2 en do majeur opus 5 (G.26)

1. Allegro e con spirito, 4/4, do majeur
2. Largo, 2/4, do mineur
3. Allegretto, 3/4, do majeur

Sa durée d'exécution est d'environ 12 minutes.
- Sonate no 3 en si bémol majeur opus 5 (G.27)

1. Moderato, 2/4, si bémol majeur
2. Allegro, 2/2, si bémol majeur

Sa durée d'exécution est d'environ 8 minutes.
- Sonate no 4 en ré majeur opus 5 (G.28)

1. Andante, 2/4, ré majeur
2. Allegro assai con brio, 4/4, ré majeur
3. Rondo allegretto, 3/4, ré majeur

Sa durée d'exécution est d'environ 14 minutes.
- Sonate no 5 en sol mineur opus 5 (G.29)

1. Allegro molto, 3/4, sol mineur
2. Andantion-Lento, 4/4, mi bémol majeur
3. Presto, 3/8, sol mineur

Sa durée d'exécution est d'environ 13 minutes.
- Sonate no 6 en mi bémol majeur opus 5 (G.30)

1. Allegro maestoso, 4/4, mi bémol majeur
2. Rondo allegretto, 2/4, mi bémol majeur

Sa durée d'exécution est d'environ 10 minutes.

## Arrangements
Une copie destinée au clavecin seul a été retrouvée à Besançon (Ms. Z 501) par Anne Robert[Qui ?] qui en a effectué l'enregistrement pour le label BNL en mai 2000.

## Discographie
- Sonate per fortepiano con accompagnamento di un violino [G.25-30] - Enrico Gatti, violon ; Franco Angeleri, pianoforte [Bologne, avril 1989, Tactus TC 740201 (OCLC 906567691)] ;
- Sei sonate di cembalo e violino obbligato Opera V [G.25-30] - Emilio Moreno, violon ; Jacques Ogg, clavecin [2000, Glossa GDC 920306 (OCLC 163650705)] ;
- 6 sonate di cembalo e violino obbligato [G.25-30] - Liana Mosca, violon ; Pierre Goy, fortepiano [2017, 2SACD Stradivarius STR33983 (OCLC 1005541569)].